# Arctia maculata
Arctia maculata är en fjärilsart som beskrevs av Contarini 1847. Arctia maculata ingår i släktet Arctia och familjen björnspinnare. Inga underarter finns listade i Catalogue of Life.